# ویوین میدما
آنا مارگارتا مارینا آسترید «ویوین» میدما (به هلندی: Anna Margaretha Marina Astrid „Vivianne“ Miedema) (زادهٔ ۱۵ ژوئیه ۱۹۹۶) یک بازیکن زن فوتبال است. وی برای باشگاه فوتبال آرسنال در سوپرلیگ بانوان انگلیس و همچنین تیم ملی فوتبال زنان هلند بازی می‌کند. او دوبار با باشگاه فوتبال بانوان بایرن مونیخ‌ قهرمان بوندسلیگا شده است، همچنین در سال 2019 با باشگاه آرسنال قهرمان سوپرلیگ بانوان شد. تحلیل‌گران سبک بازی او را به ترکیبی از فان باستن و دنیس برکمپ تشبیه می‌کنند. میدما در سال 2017 با تیم بانوان هلند قهرمان جام ملت های اروپای زنان شد. 
میدما بیشتر از هر بازیکن دیگری در تاریخ فوتبال ملی هلند چه مردان و چه زنان گل زنی کرده است.